# Кирквуд (Пенсилванија)
Кирквуд (енгл. Kirkwood) насељено је место без административног статуса у америчкој савезној држави Пенсилванија.

## Демографија
По попису из 2010. године број становника је 396.
| Група             | 2000.    | 2010.       |
| Белци             | 0 (0,0%) | 377 (95,2%) |
| Афроамериканци    | 0 (0,0%) | 0 (0,0%)    |
| Азијати           | 0 (0,0%) | 0 (0,0%)    |
| Хиспаноамериканци | 0 (0,0%) | 17 (4,3%)   |
| Укупно            | 0        | 396         |